# Thijs Nijhuis
Thijs Matthias Nijhuis (ur. 20 września 1992) – duński lekkoatleta specjalizujący się w biegach długodystansowych i przełajowych, olimpijczyk z Tokio.

## Przebieg kariery
W 2009 roku uczestniczył w letnim olimpijskim festiwalu młodzieży Europy, rozegranym w fińskim Tampere. Na tych zawodach sportowych zajął 9. pozycję w konkurencji biegowej 1500 m i 13. pozycję w konkurencji 3000 m. W 2010 pierwszy raz wystąpił na mistrzostwach Europy w biegach przełajowych, na których zajmował 34. pozycję w rywalizacji juniorów oraz 16. pozycję w rywalizacji drużynowej.
W 2014 po raz pierwszy startował w mistrzostwach świata w półmaratonie, na których zajął 95. pozycję z czasem 1:08:39. W 2015 wziął udział w jedynym jak dotychczas występie w halowych mistrzostwach Europy w lekkoatletyce, w ramach których rywalizował w konkurencji biegowej na dystansie 3000 metrów i zajął 12. pozycję z rezultatem czasowym 8:04,97. Dwukrotnie startował w letniej uniwersjadzie, najlepszy rezultat osiągnął w Gwangju, gdzie zajął 4. pozycję w konkurencji biegowej na 5000 metrów.
W 2019 zadebiutował w mistrzostwach świata seniorów w lekkoatletyce, rozgrywanych w Dosze. W konkurencji maratonu wywalczył 31. pozycję z rezultatem 2:18:10. Natomiast w 2021 roku Duńczyk zadebiutował na letnich igrzyskach olimpijskich – w Tokio wystartował w konkurencji maratonu i zajął 70. pozycję z czasem 2:26:59.
Jest czterokrotnym mistrzem Danii w biegu 5000 metrów (2014, 2016, 2017, 2020), dwukrotnym mistrzem Danii w biegu 1500 metrów (2016, 2018), a także dwukrotnym halowym mistrzem Danii w biegu na dystansie 3000 metrów (2014, 2016). Dwa razy w karierze zdobywał medale drużynowych mistrzostw Europy w lekkoatletyce, w drugiej lidze zdobywając złoty medal w Starej Zagorze (5000 m) i brązowy medal w Rydze (3000 m).

## Osiągnięcia
| Rok   | Zawody                                     | Miejsce      | Konkurencja              | Pozycja      | Wynik    | Źródło |
| ----- | ------------------------------------------ | ------------ | ------------------------ | ------------ | -------- | ------ |
| 2009  | Letni Olimpijski Festiwal Młodzieży Europy | Tampere      | bieg na 1500 m           | 9. miejsce   | 4:04,15  | [ 2 ]  |
| 2009  | Letni Olimpijski Festiwal Młodzieży Europy | Tampere      | bieg na 3000 m           | 13. miejsce  | 9:11,60  | [ 2 ]  |
| 2010  | Mistrzostwa Europy w biegach przełajowych  | Albufeira    | bieg juniorów            | 34. miejsce  | 18:56    | [ 4 ]  |
| 2010  | Mistrzostwa Europy w biegach przełajowych  | Albufeira    | juniorzy – drużynowo     | 16. miejsce  | 279 pkt. | [ 4 ]  |
| 2011  | Mistrzostwa Europy w biegach przełajowych  | Velenje      | bieg juniorów            | 68. miejsce  | 19:07    | [ 5 ]  |
| 2011  | Mistrzostwa Europy w biegach przełajowych  | Velenje      | juniorzy – drużynowo     | 6. miejsce   | 120 pkt. | [ 5 ]  |
| 2011  | Mistrzostwa Europy juniorów                | Tallinn      | bieg na 5000 m           | 10. miejsce  | 14:59,25 | [ 2 ]  |
| 2012  | Mistrzostwa Europy w biegach przełajowych  | Budapeszt    | bieg młodzieżowców       | 32. miejsce  | 25:31    | [ 6 ]  |
| 2012  | Mistrzostwa Europy w biegach przełajowych  | Budapeszt    | młodzieżowcy – drużynowo | 6. miejsce   | 127 pkt. | [ 6 ]  |
| 2013  | Mistrzostwa Europy w biegach przełajowych  | Belgrad      | bieg młodzieżowców       | 36. miejsce  | 24:55    | [ 7 ]  |
| 2013  | Młodzieżowe mistrzostwa Europy             | Tampere      | bieg na 10 000 m         | 10. miejsce  | 30:03,20 | [ 2 ]  |
| 2014  | Mistrzostwa Europy w biegach przełajowych  | Samokow      | bieg młodzieżowców       | 21. miejsce  | 26:22    | [ 8 ]  |
| 2014  | Mistrzostwa świata w półmaratonie          | Kopenhaga    | półmaraton               | 95. miejsce  | 1:08:39  | [ 2 ]  |
| 2014  | Drużynowe mistrzostwa Europy (II liga)     | Ryga         | bieg na 3000 m           | 3. miejsce   | 8:22,64  | [ 2 ]  |
| 2015  | Halowe mistrzostwa Europy                  | Praga        | bieg na 3000 m           | 12. miejsce  | 8:04,97  | [ 2 ]  |
| 2015  | Letnia Uniwersjada                         | Gwangju      | bieg na 5000 m           | 4. miejsce   | 14:12,83 | [ 9 ]  |
| 2015  | Drużynowe mistrzostwa Europy (II liga)     | Stara Zagora | bieg na 5000 m           | 1. miejsce   | 14:28,66 | [ 2 ]  |
| 2015  | Mistrzostwa Europy w biegach przełajowych  | Hyères       | bieg seniorów            | 25. miejsce  | 30:47    | [ 10 ] |
| 2015  | Mistrzostwa Europy w biegach przełajowych  | Hyères       | seniorzy – drużynowo     | 6. miejsce   | 105 pkt. | [ 10 ] |
| 2016  | Mistrzostwa świata w półmaratonie          | Cardiff      | półmaraton               | 64. miejsce  | 1:07:49  | [ 2 ]  |
| 2016  | Mistrzostwa Europy w biegach przełajowych  | Chia         | bieg seniorów            | 55. miejsce  | 30:23    | [ 11 ] |
| 2016  | Mistrzostwa Europy w biegach przełajowych  | Chia         | seniorzy – drużynowo     | 9. miejsce   | 159 pkt. | [ 11 ] |
| 2017  | Drużynowe mistrzostwa Europy (I liga)      | Vaasa        | bieg na 3000 m           | 7. miejsce   | 8:26,01  | [ 2 ]  |
| 2017  | Drużynowe mistrzostwa Europy (I liga)      | Vaasa        | bieg na 5000 m           | 11. miejsce  | 14:52,02 | [ 2 ]  |
| 2017  | Letnia uniwersjada                         | Tajpej       | bieg na 5000 m           | 15. miejsce  | 14:58,34 | [ 12 ] |
| 2017  | Letnia uniwersjada                         | Tajpej       | bieg na 10 000 m         | 10. miejsce  | 31:10,61 | [ 12 ] |
| 2017  | Mistrzostwa Europy w biegach przełajowych  | Šamorín      | bieg seniorów            | 33. miejsce  | 31:06    | [ 13 ] |
| 2017  | Mistrzostwa Europy w biegach przełajowych  | Šamorín      | seniorzy – drużynowo     | 6. miejsce   | 80 pkt.  | [ 13 ] |
| 20108 | Mistrzostwa Europy w biegach przełajowych  | Tilburg      | bieg seniorów            | 44. miejsce  | 30:27    | [ 14 ] |
| 2019  | Mistrzostwa świata w biegach przełajowych  | Aarhus       | bieg seniorów            | 115. miejsce | 36:53    | [ 2 ]  |
| 2019  | Mistrzostwa świata w biegach przełajowych  | Aarhus       | seniorzy – drużynowo     | 15. miejsce  | 336 pkt. | [ 15 ] |
| 2019  | Mistrzostwa świata                         | Doha         | maraton                  | 31. miejsce  | 2:18:10  | [ 2 ]  |
| 2019  | Mistrzostwa Europy w biegach przełajowych  | Lizbona      | bieg seniorów            | 58. miejsce  | 32:48    | [ 2 ]  |
| 2019  | Mistrzostwa Europy w biegach przełajowych  | Lizbona      | seniorzy – drużynowo     | 14. miejsce  | 170 pkt. | [ 15 ] |
| 2020  | Mistrzostwa świata w półmaratonie          | Gdynia       | półmaraton               | 87. miejsce  | 1:04:10  | [ 2 ]  |
| 2021  | Igrzyska olimpijskie                       | Tokio        | maraton                  | 70. miejsce  | 2:26:59  | [ 2 ]  |
| 2022  | Mistrzostwa świata                         | Eugene       | maraton                  | 47. miejsce  | 2:16:55  | [ 2 ]  |

## Rekordy życiowe
- 800 m – 1:52,03 (14 czerwca 2014, Lejda)
- 1500 m – 3:43,04 (11 czerwca 2014, Nijmegen)
- 1 mila – 4:05,06 (7 lipca 2017, Letterkenny)
- 2000 m – 5:14,22 (20 września 2014, Skive)
- 3000 m – 7:58,95 (6 czerwca 2015, Huizingen)
- 5000 m – 13:43,47 (16 lipca 2016, Heusden-Zolder)
- 10 000 m – 28:38,53 (1 lipca 2020, Bergen)
- 3000 m z przeszkodami – 9:41,65 (29 sierpnia 2010, Akureyri)
- 5 km – 0:13:48 (14 lutego 2021, Monako)
- 10 km – 0:28:52 (29 grudnia 2019, Houilles)
- 20 km – 1:03:07 (2 marca 2014, Alphen aan den Rijn)
- półmaraton – 1:02:46 (23 maja 2021, Fürstenfeld)
- maraton – 2:10:57 (23 lutego 2020, Sewilla)
- sztafeta, 4x1500 m – 15:43,02 (13 kwietnia 2013, Knoxville)

Rekordy halowe
- 800 m – 1:55,63 (22 lutego 2013, Charleston)
- 1500 m – 3:44,21 (2 lutego 2014, Athlone)
- 1 mila – 4:08,39 (18 stycznia 2013, Bloomington)
- 3000 m – 8:02,35 (14 lutego 2015, Bærum)

Źródło: 